# Чанг-Диас, Франклин
Фра́нклин Рамо́н Чанг-Ди́ас (англ. Franklin Ramón Chang-Díaz; род. 5 апреля 1950, Сан-Хосе, Коста-Рика) — американский физик, астронавт НАСА, совершивший семь космических полётов. В настоящее время из лётного состава вышел.

## Образование
Франклин Чанг-Диас родился в столице Коста-Рики. Он является внуком китайского иммигранта, семья которого носила одну из самых распространённых китайских фамилий Чжан. В ноябре 1967 года Франклин окончил колледж Де Ла Салье в Сан-Хосе, а после переезда в США — среднюю школу в Хартфорде (Коннектикут) в 1969 году.
Дальнейшее образование получал в Университете Коннектикута, где получил степень бакалавра наук по механике (1973). Параллельно с учёбой работал лаборантом на кафедре физики, участвуя в выполнении экспериментов по столкновению атомов высоких энергий.
Во время работы над докторской диссертацией в Массачусетском технологическом институте работал по темам, связанным с управляемым синтезом и проводил исследования по конструированию и эксплуатации термоядерных реакторов. В сентябре 1977 года защитил докторскую диссертацию в области прикладной физики плазмы. С того же года стал работать в Лаборатории им. Чарлза Старка Дрейпера в Кембридже, где занимался разработкой систем управления для перспективных термоядерных реакторов и экспериментальных установок с удержанием плазмы. В 1979 году разработал новую концепцию введения топливных элементов в термоядерных установках с инерциальным удержанием плазмы.

## Работа в НАСА
В мае 1980 года Франклин Чанг-Диас был зачислен в отряд астронавтов НАСА в составе 9-го набора в качестве специалиста полёта. С июля 1980 по август 1981 года проходил общекосмическую подготовку. Получив сертификат специалиста, был назначен в отдел астронавтов НАСА. Занимался проверкой лётного программного обеспечения в лаборатории электронного оборудования шаттла.
В 1982—1983 годах был членом экипажа поддержки и оператором связи (CAPCOM) во время полёта STS-9. C октября 1983 по декабрь 1993 года выполнял исследования по перспективным плазменным ракетам в центре плазмы Массачусетского технологического института (M.I.T. Plasma Fusion Center).
С октября 1984 по август 1985 года был руководителем группы поддержки астронавтов в Космическом центре Кеннеди во Флориде.
В январе 1989 года Ф. Чанг-Диас был назначен на пост руководителя группы научного обеспечения астронавтов. С декабря 1993 года и по настоящее время является директором Лаборатории перспективных силовых установок (Advanced Space Propulsion Laboratory) в Космическом центре Джонсона.

### 1.«Колумбия» STS-61C
Свой первый полёт Франклин Чанг-Диас совершил 12—18 января 1986 года на космическом челноке «Колумбия» (STS-61C). Этот старт шаттла оказался последним перед длительной паузой, возникшей в связи с катастрофой «Челленджера» всего лишь через полмесяца. Главной задачей миссии было выведение на орбиту спутника Satcom-K1.
Специалист полёта Ф. Чанг-Диас провёл в полёте 6 дней 2 часа 3 минуты 51 секунду.

### 2.«Атлантис» STS-34
Второй полёт Ф. Чанг-Диас совершил 18—23 октября 1989 года на шаттле «Атлантис» STS-34. Главной задачей миссии было выведение на орбиту межпланетного зонда «Галилео», созданного для исследования Юпитера и его спутников.
Ф. Чанг-Диас провёл в полёте 4 суток 23 часа 39 минут 20 секунд.

### 3.«Атлантис» STS-46
Третий полёт Ф. Чанг-Диас совершил 31 июля — 8 августа 1992 года на шаттле «Атлантис» STS-46. Основными задачами, поставленными перед экипажем из 5 человек, были выведение на орбиту спутника EURECA (European Retrievable Carrier) и испытание американо-итальянской системы привязного спутника TSS-1 (Tethered Satellite System). Последняя задача была выполнена лишь частично: из-за того что трос застрял при разматывании, спутник отдалился от корабля лишь на 260 м вместо запланированных 20 км.
Длительность полёта составила 7 суток 23 час 15 минут 3 секунды.

### 4.«Дискавери» STS-60
Четвёртый полёт STS-60 проходил 3—11 февраля 1994 года. Это был первый полёт по программе «Мир» — «Шаттл», и впервые в состав экипажа входил космонавт из России Сергей Крикалёв. Он проходил автономно, без стыковки с орбитальной станцией, а главными задачами миссии являлись проведенние экспериментов на платформе Wake Shield Facility (по выращиванию тонких плёнок полупроводников в условиях высококачественного вакуума), а также в орбитальном модуле «Спейсхэб».
Продолжительность полета составила 8 суток 07 часов 9 минут 22 секунды.

### 5.«Колумбия» STS-75
Пятый полёт Ф. Чанг-Диаса (STS-75) состоялся 22 февраля — 9 марта 1996 года. В ходе этой миссии американо-швейцарско-итальянский экипаж «Колумбии» повторил неудавшийся 4 годами ранее эксперимент с привязным спутником TSS-1R. На этот раз спутник на тросе удалось отпустить более чем на 19 км, однако затем он сломался и был оставлен на орбите. Среди других задач полёта были эксперитменты по программе USMP-3 (United States Microgravity Payload) и пр. В этом экипаже Чанг-Диас являлся руководителем работ с полезной нагрузкой.
Длительность полёта составила 15 суток 17 ч 40 мин 22 с.
В 1996—1997 годах занимал должность руководителя отделения оперативного планирования отдела астронавтов НАСА.

### 6.«Дискавери» STS-91
Шестой полёт Франклина Чанг-Диаса (STS-75), в котором он снова участвовал как руководитель работ с полезной нагрузкой, проходил 2—12 июня 1998 года. Эта миссия шаттла стала последней экспедицией к орбитальному комплексу «Мир» согласно совместной программе «Мир — Шаттл». Помимо проведения девятой и последней стыковки шаттла с российским орбитальным комплексом, программа полёта STS-91 предусматривала доставку и возвращение грузов, выполнение различных экспериментов. В ходе полёта Чанг-Диас впервые оказался на борту орбитальной космической станции «Мир». Среди членов экипажа находился также российский космонавт Валерий Рюмин.
Длительность полёта составила 9 суток 19 ч 53 мин 53 с.

### 7.«Индевор» STS-111
Седьмой, заключительный в биографии Франклина Чанг-Диаса полёт в космос (STS-111) состоялся 5—19 июня 2002 года. Основной задачей являлась доставка на Международную космическую станцию (МКС) 5-й основной экспедиции, часть UF2 многоцелевого модуля снабжения (MPLM) — «Леонардо», мобильной системы обслуживания MBS, научной аппаратуры и грузов. На этот раз Чанг-Диас впервые побывал на МКС. С её борта он осуществил совместно с французским астронавтом Филиппом Перреном три выхода в открытый космос длительностью 7 ч 14 мин, 5 ч 00 мин, 7 ч 17 мин.
Продолжительность полёта составила 13 суток 20 часов 34 минуты 52 секунды.
Совершив полёт в 2002 году, Франклин Чанг-Диас стал вторым человеком, побывавшим на околоземной орбите 7 раз. Двумя месяцами ранее это достижение было установлено Джерри Россом и с тех пор никем пока не превзойдено. Общий налёт Чанг-Диаса на космических кораблях составляет 66 суток 18 часов 16 минут 40 секунд.
Одновременно с деятельностью, связанной с пилотируемыми полётами, в 1993—2005 гг. Ф. Чанг-Диас являлся директором лаборатории перспективных силовых установок (Advanced Space Propulsion Laboratory) в Космическом центре Джонсона. Уволился из НАСА в июле 2005 года.

## Послеполётная деятельность
После увольнения из НАСА Франклин Чанг-Диас учредил компанию Ad Astra Rocket Company, которая стала заниматься разработкой технологий плазменных ракет. В результате многолетних исследований и разработок был построен электромагнитный ускоритель с изменяемым удельным импульсом (VASIMR), предназначенный для реактивного ускорения космического аппарата. Благодаря этой системе ракета способна достигать таких высоких скоростей, что, теоретически, может доставить пилотируемый корабль на Марс за 39 дней. В настоящее время Чанг-Диас — главный исполнительный директор компании. В 2006 году был организован её филиал в Коста-Рике.
В 2005 году снялся камео в фильме «Далёкая синяя высь».
Кроме того, Чанг-Диас — адъюнкт-профессор физики и астрономии в университете Райса.

## Награды
- Три медали НАСА «За исключительные заслуги»
- Две медали НАСА «За выдающуюся службу»
- Семь медалей «За космический полёт»
- Награждён также множеством наград в Коста-Рике, объявлен почётным гражданином Законодательной ассамблеи Коста-Рики. Его имя присвоено, среди прочих учреждений, Коста-Риканскому национальному высшему технологическому центру.

## Семья
Женат, имеет четверых детей (две дочери от первого брака и две дочери от второго с Пегги Маргерит Донкастер). Одна из дочерей, Соня Чанг-Диас, является членом сената штата Массачусетс.